# Cameron Clark
Pour les articles homonymes, voir Cameron Clark (homonymie) et Clark.
Cameron Clark, né le 16 septembre 1991, à Phoenix dans l'Arizona, est un joueur américain de basket-ball. Il évolue au poste d'ailier fort à Bahçeşehir Koleji.

## Biographie
Le 24 juillet 2016, il signe à l'Élan sportif chalonnais. Lors de cette saison 2016-2017, avec l'Élan Chalon, il est devenu meilleur marqueur du championnat (18,58 points par match), deux fois élu MVP du championnat en janvier et février 2017. Il signe la troisième meilleur évaluation du championnat 2016-2017 (19,21 par match).

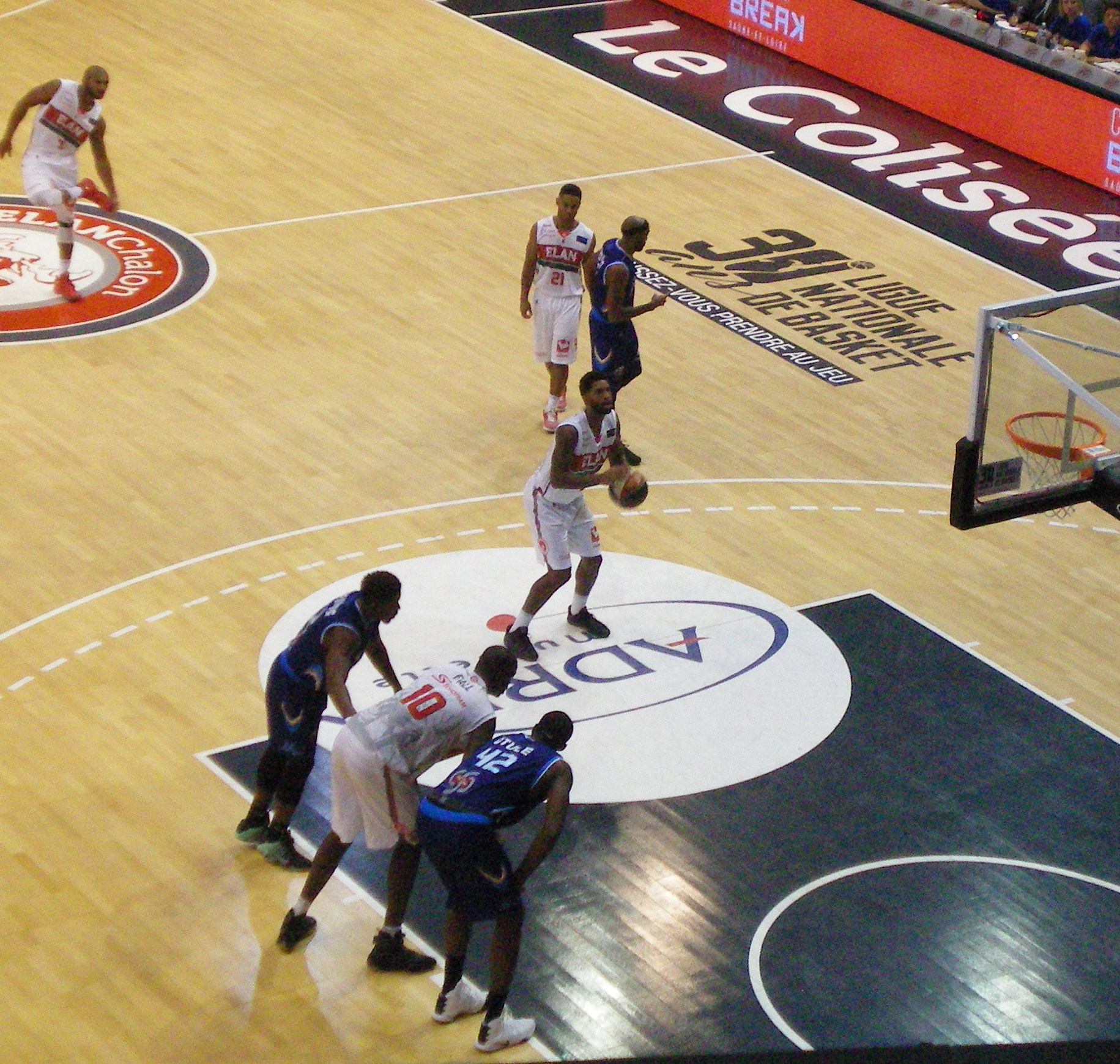
Cameron Clark au lancer-franc

## Clubs
- 2010-2014 :  Sooners de l'Oklahoma (NCAA)
- 2014-2015 :  Crémone (LegA)
- 2015-2016 :  Nararya (1er division)
- 2016-2017 :  Chalon-sur-Saône (Pro A)
- 2017-2018 :  Royal Halı Gaziantep (TBL)
- 2018-2019 :  Le Mans (Pro A)
- 2019-2020 :  Bahçeşehir Koleji (TBL)

## Palmarès

### Equipe
- Champion de France : 2017[6]
- Finaliste de la Coupe d'Europe FIBA : 2017

Finaliste de la coupe de France de basket-ball 2019

### Individuel
- MVP du mois de Janvier 2017 en Pro A
- MVP du mois de Février 2017 en Pro A
- Meilleur marqueur du Championnat de Pro A en 2017